# Band on the Run (single)
Band on the Run is een nummer van de Britse band Paul McCartney & Wings en afkomstig van het gelijknamige album uit december 1973. Op 8 april 1974 werd het nummer op single uitgebracht. 
Nineteen Hundred and Eighty-Five was de B kant op de single.

## Achtergrond
Band on the Run is een suite die bestaat uit drie delen. Het nummer begint sober met een slidegitaar en synthesizers, waarin McCartney zingt over het lot als gevangene. Na 1:20 min gaat dit over naar een sneller stuk waarin de zinsnede If we ever get out of here centraal staat. Later gaf McCartney aan dat die zinsnede afkomstig is van een opmerking van George Harrison tijdens een vergadering van de Beatles met Apple Records. Het derde en laatste deel begint na 2:05 min. De muziek explodeert en wordt overgenomen door akoestische gitaren, die de ontsnapping en bevrijding moeten voorstellen.
De plaat werd in een aantal landen een hit en bereikte in thuisland het Verenigd Koninkrijk de 3e positie in de UK Singles Chart. In Ierland werd de 7e positie bereikt, Zuid-Afrika de 2e, Japan de 58e, Duitsland de 22e, de VS, Canada en Nieuw-Zeeland de nummer 1-positie.
In Nederland werd de plaat veel gedraaid op de zeezenders en de publieke radiozenders en werd een hit. De plaat bereikte de 4e positie in de Veronica Top 40 op Radio Veronica en de 7e positie in de op zaterdag 29 juni 1974 gestarte publieke hitlijst bij de NOS op Hilversum 3; de Nationale Hitparade.
In België bereikte de plaat de 18e positie in de Vlaamse Radio 2 Top 30, de 21e positie in de voorloper van de Vlaamse Ultratop 50 en de 38e positie in Wallonië.
In de sinds december 1999 jaarlijks uitgezonden NPO Radio 2 Top 2000 van de Nederlandse publieke radiozender NPO Radio 2, staat de plaat onafgebroken genoteerd met als hoogste notering een 248e positie in 2009.

## Hitnoteringen

### Nederlandse Top 40
| Band on the Run in de Nederlandse Top 40 binnen: 29-06-1974 | Band on the Run in de Nederlandse Top 40 binnen: 29-06-1974 | Band on the Run in de Nederlandse Top 40 binnen: 29-06-1974 | Band on the Run in de Nederlandse Top 40 binnen: 29-06-1974 | Band on the Run in de Nederlandse Top 40 binnen: 29-06-1974 | Band on the Run in de Nederlandse Top 40 binnen: 29-06-1974 | Band on the Run in de Nederlandse Top 40 binnen: 29-06-1974 | Band on the Run in de Nederlandse Top 40 binnen: 29-06-1974 | Band on the Run in de Nederlandse Top 40 binnen: 29-06-1974 | Band on the Run in de Nederlandse Top 40 binnen: 29-06-1974 | Band on the Run in de Nederlandse Top 40 binnen: 29-06-1974 | Band on the Run in de Nederlandse Top 40 binnen: 29-06-1974 |
| Week                                                        | 1                                                           | 2                                                           | 3                                                           | 4                                                           | 5                                                           | 6                                                           | 7                                                           | 8                                                           | 9                                                           | 10                                                          |                                                             |
| ----------------------------------------------------------- | ----------------------------------------------------------- | ----------------------------------------------------------- | ----------------------------------------------------------- | ----------------------------------------------------------- | ----------------------------------------------------------- | ----------------------------------------------------------- | ----------------------------------------------------------- | ----------------------------------------------------------- | ----------------------------------------------------------- | ----------------------------------------------------------- | ----------------------------------------------------------- |
| Positie                                                     | 25                                                          | 14                                                          | 8                                                           | 7                                                           | 5                                                           | 4                                                           | 9                                                           | 15                                                          | 27                                                          | 39                                                          | uit                                                         |

### Nationale Hitparade
Hitnotering: 29-06-1974 t/m 17-08-1974. Hoogste notering: #7 (2 weken).

### NPO Radio 2 Top 2000
| Nummer met noteringen in de NPO Radio 2 Top 2000 | '99 | '00 | '01 | '02 | '03 | '04 | '05 | '06 | '07 | '08 | '09 | '10 | '11 | '12 | '13 | '14 | '15 | '16 | '17 | '18 | '19 | '20 | '21 | '22 | '23  | '24  |
| ------------------------------------------------ | --- | --- | --- | --- | --- | --- | --- | --- | --- | --- | --- | --- | --- | --- | --- | --- | --- | --- | --- | --- | --- | --- | --- | --- | ---- | ---- |
| Band on the Run                                  | 339 | 339 | 249 | 294 | 254 | 344 | 394 | 421 | 411 | 362 | 248 | 270 | 399 | 304 | 537 | 662 | 516 | 728 | 760 | 764 | 760 | 916 | 932 | 991 | 1051 | 1128 |

1. ↑  Een vetgedrukt getal geeft de hoogste notering aan.